# Emanuel (álbum)
Emanuel é um álbum de estúdio da cantora brasileira Nívea Soares, lançado pela gravadora Onimusic em setembro de 2010.
Com produção musical de Gustavo Soares, foi o primeiro álbum da cantora em anos gravado em estúdio, e ficou marcado por uma maior influência do pop rock que em trabalhos anteriores, embora tenha se mantido as influências congregacionais. A versão física do álbum incluiu um código exclusivo para download online de uma faixa bônus, chamada "Nada Pode Me Separar" com a participação de Pregador Luo.
Mais tarde, metade das canções do álbum foram regravadas em versões ao vivo para o projeto Glória e Honra, lançado em 2012 em CD e DVD.

## Lançamento e recepção
| Críticas profissionais | Críticas profissionais |
| Avaliações da crítica  | Avaliações da crítica  |
| Fonte                  | Avaliação              |
| ---------------------- | ---------------------- |
| Super Gospel           | [ 4 ] [ 5 ]            |
| Casa Gospel            | (favorável)            |

Emanuel foi lançado em setembro de 2010 pela gravadora Onimusic e recebeu avaliações favoráveis da mídia especializada. Em texto de Jhonata Cardoso para o portal Super Gospel, o álbum foi classificado como "o melhor trabalho da carreira de Nívea, tanto nas letras das músicas quanto na qualidade técnica e musical". Já Alex Eduardo, do Casa Gospel, elogiou a produção musical de Gustavo Soares e afirmou que as letras do álbum seguem "o que ela [Nívea] faz de melhor".
Em 2019, foi eleito pelo Super Gospel o 35º melhor álbum da década de 2010.

## Faixas
1. Pra Sempre
2. Em Ti
3. Tenho Fome
4. Tua Presença Satisfaz
5. Emanuel
6. Minha Habitação
7. Meu Tesouro
8. Graça
9. Todo Olho O Verá
10. Rei da Glória
11. Velha Canção
12. Aleluia
13. Nada Pode me Separar - Feat. Pregador Luo